# Sebastià Herrera Zamora
Sebastià Herrera Zamora (Copenhaguen, 22 d'abril de 1969) és un exfutbolista català, que jugava com a defensa.

## Trajectòria
Va començar a destacar a les files del FC Barcelona, tot i que amb el primer equip només va disputar 13 minuts a la Lliga de la temporada 90/91. En canvi va jugar els dos partits sencers de la Supercopa d'Espanya i 115 minuts en dos partits de la Recopa d'Europa. A l'any següent ja juga fins a 18 partits amb el RCD Mallorca, però els illencs baixarien a Segona. Precisament, Herrera va patir tres descensos a Segona consecutius, amb el Mallorca, el Burgos CF i la UE Lleida.
L'estiu de 1994 fitxa pel RCD Espanyol, on es converteix en titular, tot jugant fins a 36 partits en les dues primeres campanyes com a perico i 34 en la tercera. La temporada 97/98 s'incorpora a la UD Las Palmas, on també tindria un lloc a l'onze inicial en les dues temporades a l'equip insular. La temporada 99/00 recala al CD Logroñés, amb qui baixaria a Segona B.
A l'any següent marxaria al SC Farense de la lliga portuguesa, per retornar a Catalunya la temporada 02/03, tot jugant tres campanyes amb el CF Gavà. A l'entitat blaugrana es va retirar el 2006, tot i que va tornar als terrenys de joc la temporada 07/08 per jugar amb el modest Gimnàstica Iberiana, de la Territorial catalana.

## Palmarès
- Copa del Rey Juvenil: 
  - 1986, 1987 amb el FC Barcelona
- Lliga espanyola:
  - 1991 amb el FC Barcelona
- Copa Catalunya:
  - 1995, 1996 amb el RCD Espanyol